# Ижори
Ижори или Ижорци (рус. ижора, ижоры, ижорцы; енгл. Izhorians), су угро-фински народ који живи у сјеверним државама, а највећи број њих тренутно живи у западном дијелу руске Лењинградске области. Области чија територија се у великој мери поклапа са територијом историјске домовине Ижора Ингријом (Ижором (Ижорском земљом) или Ингерманландијом). Од Ингријских Финаца (Ингријаца или Ингерманландијаца) разликују се пре свега по вери, Ижори су православци док су Ингријски Финци протестанти.

## Име
Када је у питању назив овог народа постоји неколико варијанти које су у употреби. Један од тих назива је Ингри(јци), који је и најраспростањенији. Поред овог имена још их називају Карјалајн (рус. Карьялайн) пошто вјерују да потичу од карелских племена. Ингријска територија добила је име по јужној притоци Неве, Инкери (или Ижори), а према неким теоријама ижорско племе је поријеклом из долине Инкере (или Ижоре). Ижори су се повремено називали и „Народ земље” то јест „Народ Ингрије” (Мааваки).
У писаним подацима Ижори су споменути још у 12. вјеку. У исправама (булама) папе Александра III, поред Карелијанаца, Лапонаца и Вота, споменути су и „пагани Ингрије” међу онима којима је забрањено продавати оружје.

## Становништво
Ижори живе у западном дијелу Санктпетербургшке области, на подручју између ријеке Неве и Нарве. У округу Кингисеп живе на полуострвима Кургаљско (Курголово, Курково) и Сојкинско (Сојкино, Соикола), у Ломоносовском округу на Ижорском побрђу у околини реке Коваши. Језерска енклава Ижора такође се налазила у Гатчињском рејону (округу), на подручју ријеке Оредеж, око 100 km јужно од Лењинграда. Неки трагови тога (на примјер у селу Новинка) су очувани до 1960.
На развој станишта Ижора снажно су утицали сусједни народи. Ижорани су прешли из свог првобитног станишта у сливу ријеке Неве на запад најкасније до 17. вијека (дјелом као резултат притиска руских насељеника). Регион оредежског дијалекта настао је у вези са миграцијом након Столбовског мировног споразума 1617. године.
Године 1848. Ижори су живјели у 222 села, а број је остао отприлике исти 1926. године. Године 1964. А. Ланест снимио је само 22 села са ижорског подручја, укључујући 4 вотско-ижорска и 2 мјешовита села (финско-ижорска). Године 1989. ситуација је готово иста, на примјер на Сојкинском полуострву Ижори су чинили већину, или бар значајан дио, у 15 села.

### Подаци о становништу
Ижори никада нису били нарочито велики народ, али се њихов број непрекидно повећавао све до 1930. година. Након овог времена масовне репресије и прогони смањују број Ижора драстично.
| Година | Број становништва |
| ------ | ----------------- |
| 1848.  | 17 800            |
| 1897.  | 21 700            |
| 1926.  | 26 137            |
| 1939.  |                   |
| 1959.  | 1062              |
| 1970.  | 781               |
| 1979.  | 748               |
| 1989.  | 820               |

Како наводе неки појединци, послијератни подаци нису потпуно тачни и као такви се узимају са резервом. Да би преживели, Ижори су себе називали Русима (такође Естонцима или Финцима), па је стварни број Ижора и изворних ижорских говорника био нешто већи него што је забележено у службеним подацима.

## Језик и припадност
По изгледа Ижори се не разликују од Вота или Финаца, јер обично имају светлу косу и плаве очи.

### Језик
Ижорски језик припада сјеверној групи балтофинских језика. Најсроднији су му карелски језик и источни дијалекти финског. Некада су преци ових народа били део древног карелског племена, које је користило карелски језик. До поделе на посебне народе је вјероватно дошло у периоду до 11 вијека., а до 17. вијека ижорски језик је достигао садашњу област распростањености. На основу пребивалишта, ижорски језик је подјељен на 4 дијалекта: дијалекти доњолушки (рус. нижнелужский) и сојкински (рус. сойкинский) говоре се у западном дијелу Ингрије, хевашки дијалект (рус. хэваский, восточный) на Ижорском платоу и оредежски (или горњолушки) (рус. оредежский, верхнелужский) дијалекат којим се говорило у близини ријеке Оредеж. Оредежски дијалект је изумро.
О томе коме језику припада ижорски су подјељења мишљења. Фински лингвисти не сматрају да је ижорски језик посебан језик, већ сматрају да је то источни дијалекат финског језика. Естонски лингвисти (П. Аристе, А. Ланест) сматрају да је то посебан језик, тврде да се дијалект развио из древног карелског језика, а Ижори су сматрани за домаће становништво земље, а не каснији имигранти. Исто мишљење је изразио В. Порка (1885. (Über den Ingrischen Dialekt).
Њихов језик је због свог поријекла уско повезан са источно-финским дијалектима. Такође су постојали многобројни контакти с сусједним народима (Вотима и Финцима), који су почели долазити из југоисточне Финске до краја 17. вијека. Ови међусобни контакти резултирали су узајамним утицајима. У западној Ингрији вотски језик утицао је на ижорски (доњолушки и сојкински дијалекат) и фински језик.
Иако је до првих контаката са Русијом дошло у 13. вијеку, чињеница да је на том подручју коришћено неколико сродних језика (ижорски, вотски, естонски, фински), деловала је као препрека ширењу утицаја руског језика. Тек су брутални прогони и русификацијске кампање тридесетих година прошлог вијека довели до драстичног смањења употребе ижорског језика, а руски језик је постао доминантан. Осим бројних позајмљених ријечи, на фонетику и граматику ижорског језика значајно је утицао руски.

## Историја
Преци Ижора су се до 11. вијека одвојили од карелских племена и преселили се са карелијске превлаке и обале језера Ладога на југ. Најстарија археолошка налазишта из 11. и 12. вијека, налазе се на подручју између Гатчине и Волхова. У писаним изворима из 12. вијека, заједно са Ватландијом, Ингрија се спомиње у вези са падањем под власт Новгорода. Ижори су имали обавезу плаћања пореза феудалној републици (Новгороду), а такође су били присиљени на војну вјерност. За то се водила посебна евиденција Ижора као редовних војника у новгородској војсци од 1270. године. Како се неколико страних сила борило за контролу над Ингријом, Балтофинска племена су била присиљена да се боре једна против других. Естонци су чинили велики део тевтонске војске, Финци су били међу редовима шведских трупа, а Новгород је имао бројне Воте и Ижоре у својој војсци.
Оружани сукоби између Руса и Швеђана завшени су у закључењем Мировног уговора у Орешеку из 1323. године, што је такође био кључни догађај у животу Ижора. Главне карелијске територије остале су под шведском влашћу, међутим Ингрија је била предата Русији, а као резултат тога контакт Ижора са сродним племенима је смањен. Овај догађај је такође утицао на развој ижорског језика. Међутим, ситуација на шведско-руској граници, коју су насељавали Ижори, није била сигурна, зато су се преселили са подручја границе западно од Нарве, а јужно дуж ријеке Оредеж.
Године 1478. Москва је освојила Републику Новгород. Године 1484. и 1488. велики број Вота и Ижора је депортован у Русију. Њих су замјенили руски колонисти. Од 16. вијека посебна пажња посвећена је ширењу руског православља. Од тада су Ижори почели да користе руска имена која су им дата када су преузимали православну вјеру. Ижори су, међутим, обично прилагођавали имена према правилима њиховог језика.
Као резултат Столбовског мировног споразума закљученог 1617. године, Ингрија је реинкорпорирана у Краљевину Шведску. Многи православни становници овог подручја већ су добровољно отишли дубље у територију Русије, а након што је потписан Столбовски мировни споразум многи православци су присиљени да оду, међу њима и Ижорани.
У наредном периоду, а поготову у Великом северном рату, Петар Велики је поново придружио Ингрију Русији (де факто 1703, де јуре 1721. године). Да би учврстио руску власт, нови град, Санкт Петербург, основан је на ушћу Неве, где је некада био град Ниен. Године 1710. године Ингрија је постала покрајина Санкт Петербург. Локална имена су преведена на руски или прилагођена руском изговору (Сутела - Волково, Котко - Орли, Соикола - Сојкино, Кукуси - Куровитси итд.). Иако су руске верзије имена биле званичне, ижорска имена места су још увек остала у употреби до данас.
Главни град је узнапредовао и био је потребан велики број градитеља и разних других радника, службеника и званичника. Ижори су такође пронашли могућности запошљавања и постали познати као трговци, велетрговци. За сељане град је био добро тржиште гдје су стока, поврће и рукотворине куповане и продаване. Истовремено, Санкт Петербург је био град који се брзо развијао и фасцинантан културно-економски центар који је привлачио људе различитих националности и апсорбовао их у руско окружење. Године 1861. укинуто је кметство и са новом слободом кретања, руски језик је почео да се шири (нарочито у случају мушкараца). Руске школе, Руско православље и руска престоница Санкт Петербург били су главни фактори који су уједињавал Ижоре са руским културним спектром. У том периоду православље је било најважније, јер је његов утицај постојао у свим сферема живота.
У првим годинама совјетске власти Ижори су гајили наду да ће њиховом прогону и исељавању доћи крај. Образовање је било побољшано, створен је ижорски писани језик и на њему су објављиване књиге. Нажалост, та идеја и нада је убрзо срушена. Дошло је до колективизације и одузета је имовина богатих сељака, а многи Ижори су депортовани у Сибир или у средњу Азију. Бољшевици су се жестоко борили против приватне имовине и богатства, а милитантни атеисти су се борили против Цркве и њених верника. Руски шовинисти су 1937. затворили и школе Ижора. То је био и први вид престанка напретка за ижорски културни и друштвени живот.
Године 1942—1943. Ижорани и Воти су евакуисани у Финску. После краја рата Совјетски Савез је тражио од Финске њихов повратак, а они су депортовани у Новгородску, Калињинградску, Вологодску и Јарославску област. Када су 1956. године, коначно добили дозволу да се врате на своју земљу, у коју су се у међувремену населили руски колонисти, званичан број Ижора био је само 1.062. Физичко истребљење и русификација постигли су своју сврху, а послератне генерације Ижора не знају свој матерњи језик.

## Култура
Ижори су увек били земљорадници, поморци и рибари. Њихова земља није била плодна, па је било потребно рибарити и ловити. Касније је значајан пораст трговине, заната и миграната био одлична прилика за напредовање. Источна Ингрија је увек била важна област за саобраћај и путујуће трговце. Ижори који живе на обалама Неве још од 12. до 13. вијека бавили су се претоваривањем робе и прослеђивањем пошиљки.
Као и код Руса, земља у Ингрији припада сеоским заједницама. Подијељена је на парцеле према броју породица или мушкараца. Пошто није било довољно обрадиве земље, људи су морали зарађивати продајом рукотворина и радећи многе друге послове. У приморским селима су Ижори познати као добри столари, док су Ижори из источних ижорских села познати по свом ткању, а у неким селима Ижори било је и ковача. Почетком 19. вијека живот у ижорским селима био је веома сличан животу у руским селима.
Данас се може рећи да је село Вистино центар ижорске културе. Како кажу преостали припадници овог народа, који чак живе од 1935. године, мјесто је доста уредно, путеви су асфалтирани, има лијепе уређене дрвене кућице са прозорима украшеним резбаријом и мале воћњаке. Има и неколико типичних градских вишеспратница, а у њиховом дворишту – дрвене бунаре.
Иако се култура и традиција старих Ижора полако губи у свијету технологије и развоја, чак и данас, када се територија на којој живе Ижорци свела на пар села, стари обреди и вјеровања још увек играју важну улогу у њиховом животу. Мештани су примили хришћанство још у средњем вијеку, али пагански обичаји су и дан данас присутни. На пример, јелка се овде кити за свадбу, а затим се качи на таваницу. И покојника у поворци прати јелка – њеним гранама се посипа пут до катафалка. Чланови породице упокојеног Ижорца чувају те гране четрдесет дана, а затим их спаљују.

## Писмо
Године 1930. створен је ижорски писани језик заснован на латиници. У школама у Западној Ингрији било је могуће основно образовање на матерњем језику. Између 1932. и 1937. године, на ижорском је објављено 25 уџбеника (нпр. В. Јунус Izhoran keelen grammatikka, Morfologia. Opetajaijaa vart 1936; В. Јунус, Н. Илин (Inkeroisin (izhoran) keelen oppikirja alkushkouluja vart 1936). Нажалост, ижорски писани језик, као и уџбеници и чак наставници били су ликвидирани 1937. године.

## Истраживања
Прве забиљежене речи ижорског језика су објављене у упоредном рјечнику П. С. Паласа "Linguarum totius orbis vocabularia comparativa" (1787—1789). У њему је забиљежено око 286 ријечи. Први посебан истраживачки подухват, "Über den ingrischen Dialekt" (Хелсинфорс, 1885) В. Порка, даје детаљни преглед ижорске граматике. У својој књизи (1966. године) А. Ланест се бавио свим дијалектима ижорског језика и њиховој географији. Исте године објављена је збирка узорака језика "Isuri murdetekste" од стране А. Ланеста. Рјечник ижорског језика "Inkeroismurteiden sanakirja" Р. Р. Нирвија објављен је у Хелсинкију 1971. године.
У Ингрији је сакупљена изузетна количина народне поезије, посебно народних пјесама. У финској антологији народних пјесама "Suomen Kansan Vanhat Runot" објављених од 1915. до 1931. постоји девет томова (6.500 страница) ижорских народних пјесама. У последњим деценијама, А. Ланест је био најактивнији истраживач у овој области. Његова најновија монографија "Isuri keele ajalooline foneetika ja morfoloogia" објављена је 1986. године.